# Siegoziero
Siegoziero (ros. Сегозеро) – jezioro w Republice Karelii w Rosji. Położone w rejonie miedwieżjegoskim, na północ od jeziora Onega.
Od 1957 roku przekształcone w sztuczny zbiornik, na jeziorze znajduje się ok. 70 wysp.